# Émiéville
Émiéville là một xã ở tỉnh Calvados, thuộc vùng Normandie ở tây bắc nước Pháp.

## Dân số
| Năm    | 1962 | 1968 | 1975 | 1982 | 1990 | 1999 | 2008 |
| ------ | ---- | ---- | ---- | ---- | ---- | ---- | ---- |
| Dân số | 159  | 198  | 255  | 280  | 356  | 349  | 565l |